# Jesper Bech
Jesper Bech (født 25. maj 1982) er en dansk tidligere fodboldspiller, der gennem sin karriere bl.a. spillede i de danske superligaklubber F.C. København, Esbjerg fB og Silkeborg IF samt i svenske Malmö FF.

## Klubkarriere
Jesper Bech fik sit gennembrud i FC København, hvor han i 36 superligakampe (heraf 12 kampe som indskifter) scorede 12 mål. Jesper Bech skiftede senere til Malmö FF, hvorfra Esbjerg fB hentede ham hjem til Danmark i sommeren 2006. I Esbjerg fB har Bech spillet 60 førsteholdskampe og scoret 20 mål.
I sommeren 2009 skiftede Jesper Bech til nyoprykkede Silkeborg på en fri transfer.
I 2015 skiftede han til Roskilde FC i 1. division, hvor han spillede indtil udløbet af efterårssæsonen 2016.

## Landsholdskarriere
Jesper Bech opnåede to A-landskampe. Han fik debut den 15. november 2006 efter 67 minutter blev skiftet ind i en venskabskamp mod Tjekkiet. Tre år senere, den 18. november 2009, blev han i det 80. minut skiftet ind i en venskabskamp mod USA på Århus Stadion.
Han har som ungdomspiller spillet en enkelt U/19-landsholdskamp, en enkelt U/21-landsholdskamp og 6 ligalandsholdskampe.